# Valtion lentokonetehdas
Валтион лентоконетехдас (фин. Valtion lentokonetehdas - VL, Государственный авиазавод) — финская авиастроительная компания, преобразованная 23 февраля 1928 года из авиазавода IVL или I.V.L. Компания была переведена из подчинения Финских ВВС в подчинение министерства обороны. Располагалась в городе Тампере, в связи с чем также известна как авиазавод в Тампере.

## История
Первоначально компания организовала своё производство в Хельсинки на территории крепости Суоменлинна и на острове Сантахамина. В Суоменлинне занимались строительством новых самолётов, а на острове Сантахамина — капитальным ремонтом самолётов и двигателей.
Но из-за стратегической угрозы со стороны Советского Союза, компания искала новое месторасположение для своего завода, так как первоначальное было слишком близко к советской границе. 
В 1936 году Валтион лентоконетехдас была переведена в Хярмяля (фин. Härmälä), около Тампере. На новом месте завод обеспечил работой сотни людей во время мирового кризиса 1930-х годов. К 1936 году на заводе в Тампере работали 665 человек, в 1941 году уже 1697.
Во время Второй мировой войны, завод обслуживал и собирал немецкие бомбардировщики Junkers Ju 88 и британские бомбардировщики Bristol Blenheim, а также истребители собственной конструкции VL Myrsky.
В то же время в течение войны производство было рассредоточено по всей Финляндии, чтобы избежать уничтожение завода одним ударом. В частности, производство двигателей было перемещено в Кокколу, производство деревянных частей в Кюлмякоски (фин. Kylmäkoski), склады в Вийала (фин. Viiala) и Пирккала. Другие средства были расположены в Пори и Колхо фин. Kolho. Так же, в конце войны в состав предприятия был полностью передан завод братьев Кархумяки.
По окончании Второй мировой войны финское государство стало укрупнять промышленные фонды, и VL была интегрирована в VMT (Valtion Metallitehtaat, Государственное металлургическое предприятие), позже Valmet. После приватизации Valmet в 1996 году, его авиационное подразделение было отделено и было передано в Финское оборонное предприятие Patria, под названием Patria Finavitec.

## Выпуск самолётов по типам
| Тип                   | Количество | Начало выпуска | Конец выпуска |
| --------------------- | ---------- | -------------- | ------------- |
| I.V.L. A.22 Hansa     | 120        | 1922           | 1936          |
| I.V.L. C.24           | 1          | 1924           |               |
| I.V.L. C.VI.25        | 1          | 1925           |               |
| I.V.L. D.26 Haukka I  | 1          | 1927           |               |
| IVL K.1 Kurki         | 1          | 1927           |               |
| IVL D.26 Haukka II    | 2          | 1928           | 1930          |
| VL Sääski I           | 1          |                |               |
| VL Sääski II          | 10         | 1928           | 1943          |
| VL Sääski IIA         | 22         | 1930           | 1943          |
| VL Viima I            | 1          | 1936           | 1943          |
| VL Viima II           | 23         | 1928           | 1943          |
| VL Paarma             | 1          | 1931           | 1933          |
| VL Kotka I            | 1          | 1930           | 1944          |
| VL Kotka II           | 5          | 1930           | 1944          |
| VL Tuisku I           | 1          | 1935           | 1950          |
| VL Tuisku II          | 30         | 1935           | 1950          |
| VL Pyry               | 42         | 1939           | 1962          |
| VL Myrsky             | 47         | 1944           | 1947          |
| VL Humu               | 1          | 1944           | 1945          |
| VL Pyörremyrsky       | 1          | 1945           | 1946          |
| Valmet Tuuli II       | 1          | 1951           | 1951          |
| Valmet Vihuri         | 51         | 1951           | 1959          |
| Valmet Vinka          | 30         | 1980           |               |
| Valmet L-90 TP Redigo | 10         | 1988           |               |